# Microstaphyla bifurcata
Microstaphyla bifurcata là một loài thực vật có mạch trong họ Lomariopsidaceae. Loài này được (Jacq.) C. Presl mô tả khoa học đầu tiên năm 1849.